# Mulleripicus
Mulleripicus là một chi chim trong họ Picidae.